# 奥托·海因里希·瓦尔堡
奥托·海因里希·瓦尔堡（德語：Otto Heinrich Warburg，1883年10月8日—1970年8月1日），德国生理学家和医生。1931年因「发现呼吸酶的性质及作用方式」被授予诺贝尔生理学或医学奖。在第一次世界大战期间，他在精英Uhlan（骑兵团）担任一名官员，并由于勇敢而被授予铁十字勋章（一级）。瓦尔堡被认为是20世纪著名的生物化学家之一。

## 另見
- 瓦氏效應
- 瓦尔堡假说